# 皮科馬約河國家公園

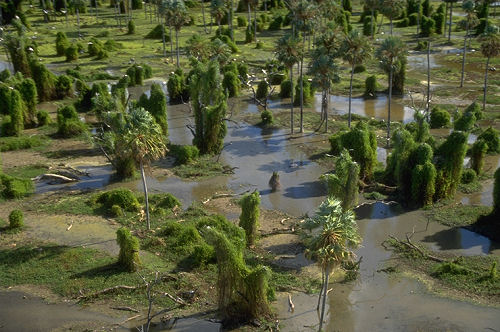

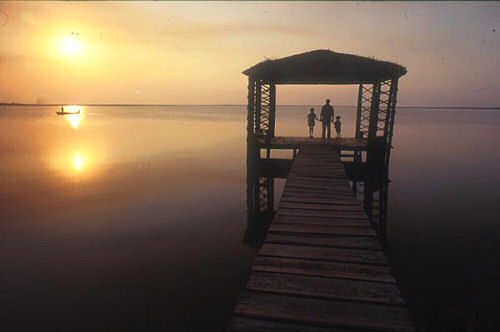

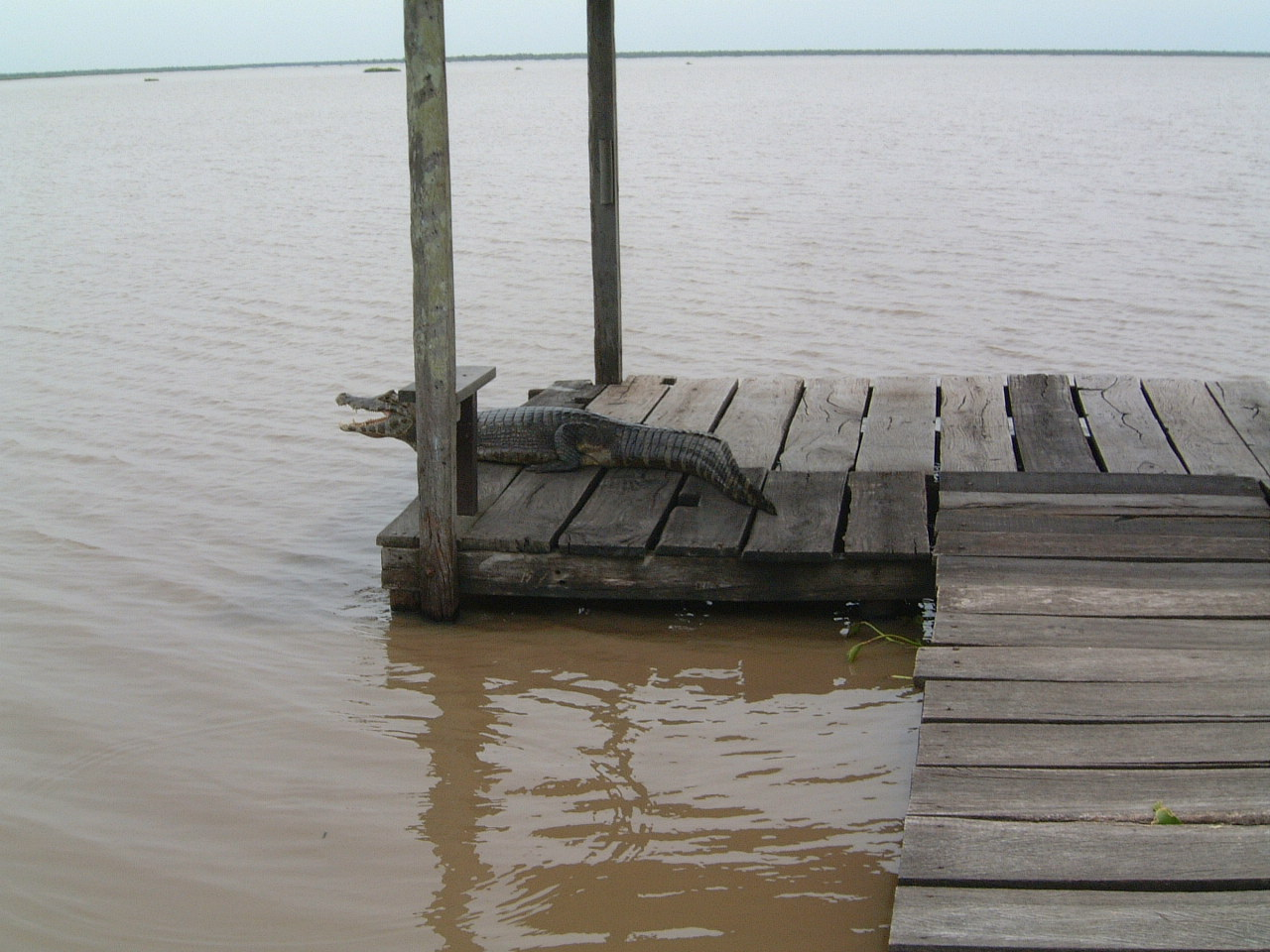

皮科馬約河國家公園（西班牙語：Parque Nacional Río Pilcomayo）是阿根廷福莫萨省的國家公園，位於該國東北部，面積478平方公里，成立於1951年10月17日，每年平均降雨量約1,200毫米。